# Lo Senyal del Judici
Lo Senyal del Judici és la versió algueresa del Cant de la Sibil·la, un drama litúrgic d'origen medieval que anuncia l'arribada del Judici Final. Es representa a la catedral de Santa Maria Immaculada cada nit de Nadal, abans de la Missa del Gall, i forma part de la tradició viva del Nadal a aquesta ciutat sardocatalana.

## Origen
El Cant de la Sibil·la es va estendre durant l'edat mitjana per diversos territoris de la Mediterrània sota el domini del Casal de Barcelona. Es tracta d'un cant profètic amb una estructura d'estrofes que anuncia la segona vinguda de Jesucrist com a Jutge i Salvador. Està redactat segons els cànons de la literatura apocalíptica i vinculat al simbolisme del Nadal com a festa de la llum i l'esperança.
Després del Concili de Trento (1545–1563), moltes manifestacions paralitúrgiques com la Sibil·la van ser suprimides per considerar-se inadequades per al nou model litúrgic. Tanmateix, el cant es va mantenir viu en dues localitzacions: Mallorca i l'Alguer, gràcies a decisions particulars de bisbes locals. L'any 1581, a l'Alguer, el bisbe Andreu Bacallar va dictaminar per mitjà d'un sínode diocesà que el cant es continués celebrant cada Nit de Nadal. Aquesta decisió, contrària a la tendència majoritària de l'època, va permetre que la tradició es mantingués sense interrupcions durant segles.

## Característiques de la versió algueresa

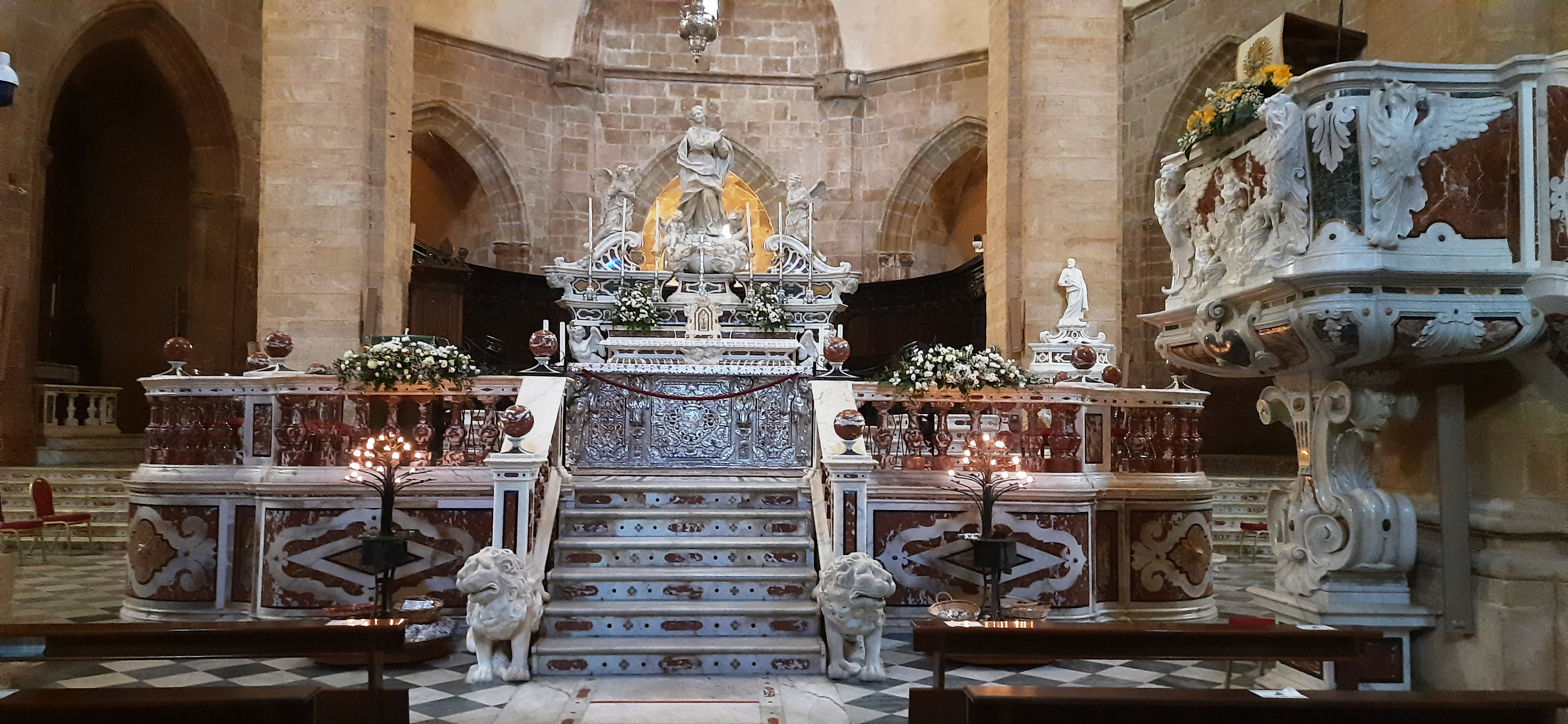
Altar de la Catedral de l'Alguer

Lo Senyal del Judici s'ha transmès ininterrompudament des del segle xvi. A diferència del Cant de la Sibil·la mallorquí, que és interpretada per un jove vestit de sibil·la, a l'Alguer el cant és entonat per un canonge, acompanyat de dos escolans que porten respectivament una espasa i un bordó, elements simbòlics del Judici Final. El text, en dialecte alguerès, és una versió propera a la que es cantava històricament a la Seu d'Urgell, amb un llenguatge que recorda els dialectes pallaresos i urgellencs. El cant consta de dotze estrofes, i combina elements de temor escatològic amb una crida a la fe col·lectiva. Malgrat la seva senzillesa, transmet un missatge solemne i impactant sobre la fi del món i la salvació.
Des de la dècada del 1990, la Coral Polifònica de l'Alguer és l'encarregada d'interpretar aquest cant a la catedral. L'espectacle s'ha enriquit amb una posada en escena que alterna intervencions musicals, corals i instrumentals, i inclou adaptacions de la melodia original i elements de polifonia contemporània. La representació compta també amb una veu narradora, que introdueix els passatges.
El mossèn Antoni Nughes ha tingut un paper destacat en la preservació d'aquest patrimoni. Nughes, canonge i estudiós de la història religiosa de l'Alguer, ha defensat el valor de l'obra tant des de l'àmbit litúrgic com patrimonial, i en va documentar la pervivència en la seva tesi doctoral sobre el sínode del bisbe Bacallar.

## Reconeixement
L'any 2010, la UNESCO va declarar el Cant de la Sibil·la Patrimoni Cultural Immaterial de la Humanitat, reconeixent-ne el valor religiós, històric i cultural. Aquesta declaració inclou tant la versió mallorquina com Lo Senyal del Judici alguerès, i ha contribuït a reforçar la conservació i difusió d'ambdues. És una de les poques tradicions medievals catalanes que han sobreviscut amb continuïtat fins a l'actualitat.